# Catasticta teutamis
Catasticta teutamis is een vlindersoort uit de familie van de witjes (Pieridae), onderfamilie Pierinae.
De wetenschappelijke naam van de soort werd in 1860 gepubliceerd door Hewitson.